# Ingersheim (Alt Rin)
Ingersheim (en alsacià Íngerse) és un municipi francès, situat a la regió del Gran Est, al departament de l'Alt Rin. L'any 1999 tenia 4.170 habitants.

## Demografia
| 1962  | 1968  | 1975  | 1982  | 1990  | 1999  |
| ----- | ----- | ----- | ----- | ----- | ----- |
| 3.006 | 3.636 | 4.466 | 4.171 | 4.063 | 4.170 |

## Administració
| Període | Identitat           | Partit |
| ------- | ------------------- | ------ |
| 2001-   | Gérard Cronenberger |        |